# Inhuman Rampage
Inhuman Rampage —en español: Alboroto inhumano— es el tercer álbum de Dragonforce, publicado el 9 de enero de 2006, y lanzado en Norteamérica el 20 de junio de 2006.
El álbum vendió más de cien mil unidades para enero del 2007, y fue relanzado en marzo de 2008. Es el primer álbum con Frédéric Leclercq como bajista. El álbum fue disco plateado en el Reino Unido, ha vendido más de 350.000 copias en los EE. UU. y más de medio millón en todo el mundo. Este es el único álbum de Dragonforce que cuentan con voces guturales, que fueron realizadas originalmente por Lindsay Dawson de Demoniac.

## Producción
La grabación del álbum se llevó a cabo en los estudios Thin Ice, en Surrey y estudios LamerLuser en Londres entre marzo y septiembre de 2005 y durante la grabación de "A través del fuego y llamas", el guitarrista Herman Li rompió una de las cuerdas de su guitarra. A pesar de esta , la banda decidió mantener este registro y la dejó en la versión del álbum final. Se fue mezclado en los estudios Thin Ice con Karl Groom , Sam Totman , Herman Li y Pruzhanov Vadim y dirigido por Karl Groom y Li Herman. La masterización se realizó por Eberhard Köhler en el dominio de Powerplay en Berlín , Alemania. Un libro de la transcripción musical fue lanzado el álbum el 15 de septiembre de 2008 por Hal Leonard Publishing Corporation ( ISBN 978-1-4234-3348-4 ).

## Lista de canciones
| N.º   | Título                        | Letras                    | Música            | Duración |  |
| 1.    | «Through the Fire and Flames» | Totman, Theart            | Totman            | 7:24     |  |
| 2.    | «Revolution Deathsquad»       | Totman                    | Totman            | 7:53     |  |
| 3.    | «Storming the Burning Fields» | Pruzhanov                 | Pruzhanov         | 5:20     |  |
| 4.    | «Operation Ground and Pound»  | Totman, Theart            | Totman            | 7:45     |  |
| 5.    | «Body Breakdown»              | Pruzhanov, Li, Totman     | Pruzhanov         | 6:59     |  |
| 6.    | «Cry for Eternity»            | Totman                    | Totman            | 8:12     |  |
| 7.    | «The Flame of Youth»          | Li                        | Li                | 6:42     |  |
| 8.    | «Trail of Broken Hearts»      | Pruzhanov, Totman, Theart | Pruzhanov, Totman | 5:57     |  |
| 56:05 |                               |                           |                   |          |  |

| Special edition bonus track |                              |           |           |          |  |
| N.º                         | Título                       | Letras    | Música    | Duración |  |
| 9.                          | «Lost Souls in Endless Time» | Pruzhanov | Pruzhanov | 6:22     |  |
| 62:27                       |                              |           |           |          |  |

## Posiciones

### Álbum
| Tabla                               | Posición |       |
| ----------------------------------- | -------- | ----- |
| UK Albums Chart                     | 70       | [ 4 ] |
| Sweden Sverigetopplistan            | 54       | [ 5 ] |
| U.S. Billboard 200                  | 103      | [ 6 ] |
| U.S. Billboard Comprehensive Albums | 106      | [ 7 ] |
| U.S. Top Hard Rock Albums           | 18       | [ 8 ] |
| U.S. Top Heatseekers                | 1        | [ 6 ] |
| U.S. Top Independent Albums         | 5        | [ 6 ] |

## Formación
- Herman Li: Guitarra eléctrica Líder y Rítmica, voz de acompañamiento.
- Sam Totman: Guitarra eléctrica Líder y Rítmica, voz de acompañamiento.
- ZP Theart: Vocalista
- Vadim Pruzhanov: Teclados, piano, voz de acompañamiento.
- Dave Mackintosh: Batería, voz de acompañamiento.
- Adrian Lambert: Bajo, voz de acompañamiento en Through the Fire and Flames a Storming the Burning Fields.
- Frédéric Leclercq: Bajo, voz de acompañamiento en Operation Ground And Pound a Trail of Broken Hearts.

## Músicos invitados
- Adrian Lambert - Bajo.
- Clive Nolan: Voz de acompañamiento.
- Lindsay Dawson: Voz de acompañamiento.